# High Marnham
High Marnham – osada w Anglii, w Nottinghamshire. High Marnham jest wspomniana w Domesday Book (1086) jako Marneham.